# Palácio da Ponta Vermelha
O Palácio da Ponta Vermelha é a residência oficial do Presidente de Moçambique em Maputo. O nome também é utilizado metonimicamente, referindo-se à presidência moçambicana.
Ponta Vermelha designa a zona de Maputo onde o palácio está localizado, perto da extremidade de um promontório de cor avermelhada, no ponto em que o estuário comum aos rios Matola, Umbeluzi e Tembe desagua na Baía de Maputo.
O palácio teve um começo humilde, como armazém e residência do pessoal envolvido na construção da ferrovia entre a então Lourenço Marques e o Transvaal; após extensa obra, tornou-se a residência oficial do governador português e, com a independência (em 1975), do Presidente da República.